# Miracolo eucaristico di Cava de' Tirreni

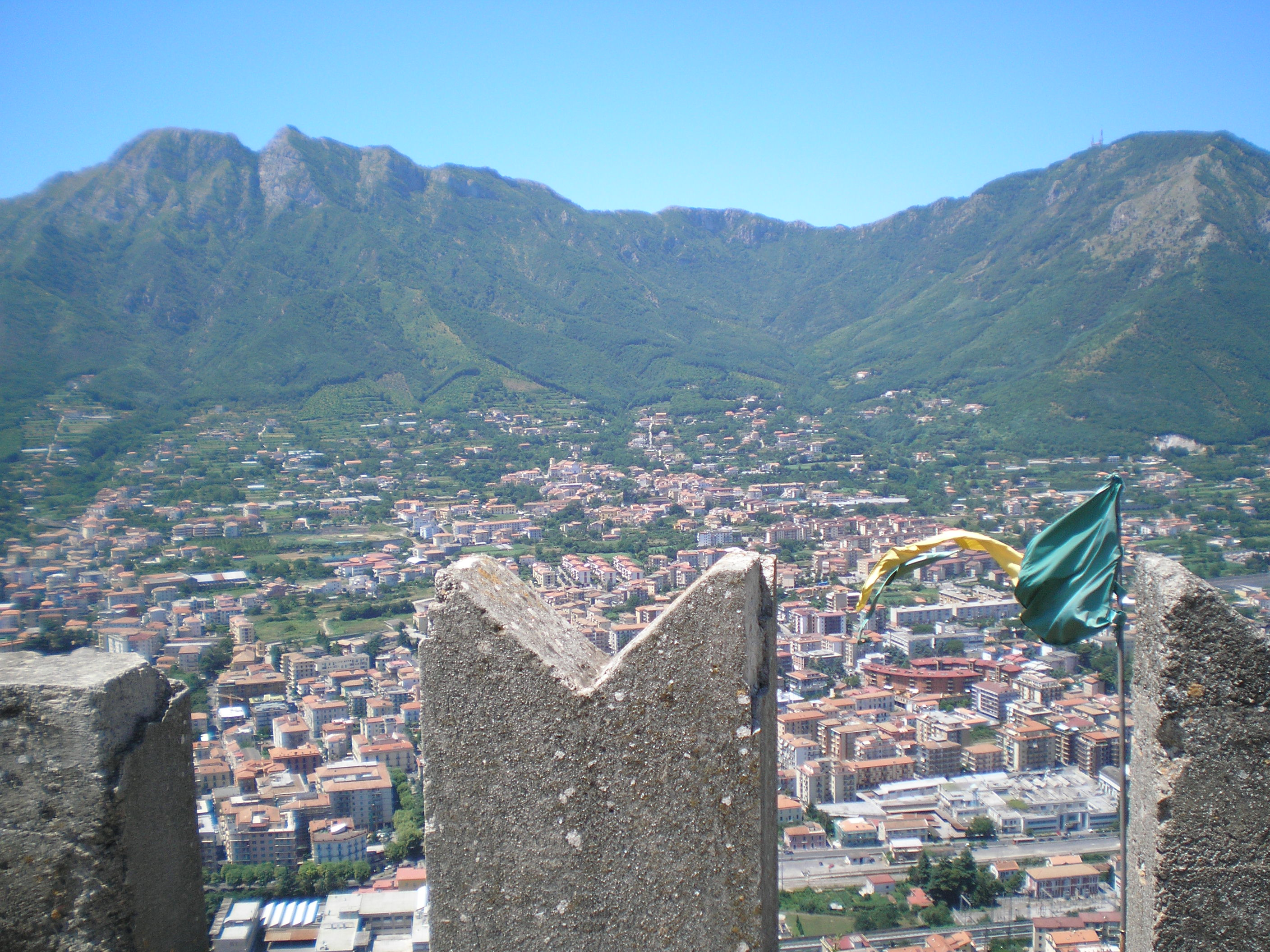
Panorama di Cava dal Monte Castello, da dove nel 1656 fu benedetta la città colpita dalla peste

Il miracolo eucaristico di Cava de' Tirreni sarebbe avvenuto nel 1656 nell'omonima località: secondo la tradizione, una processione con il Santissimo Sacramento pose fine all'epidemia di peste, salvando la città.

## La storia
Nel 1656, circa trent'anni dopo l'epidemia del 1629 che aveva colpito l'Italia settentrionale, la peste martoriò l'Italia meridionale e in particolare il Regno di Napoli, con un tasso di mortalità che oscillava fra il 50 e il 60% della popolazione.
Il morbo, portato forse da soldati spagnoli provenienti dalla Sardegna, raggiunse anche Cava de' Tirreni, dimezzando gli abitanti. Il parroco, don Franco, decise di ricorrere a una processione riparatrice, nonostante i rischi di contagio: quando la folla raggiunse il vicino Monte Castello, da lì il sacerdote benedisse con il Santissimo Sacramento la città e, secondo quanto tramandato dalla tradizione, la peste cessò miracolosamente.
Ogni anno per ricordare gli avvenimenti del 1656, a Cava si organizzano festeggiamenti e processioni. Il 5 aprile 2020 la cerimonia della benedizione si è ripetuta per avere la grazia della fine dell'epidemia da SARS-CoV-2.